# 連邦倒産法
連邦倒産法（れんぽうとうさんほう、アメリカ英語: Bankruptcy Code）とは、アメリカ合衆国連邦政府の連邦法で、合衆国法典の第11篇 (Title 11, U.S. Code)にあたり、個人や企業の倒産処理手続を定めたものである。連邦倒産法は、1978年の全面的改正により現在の枠組みの原型が整い、その後何度かの改正を経て今日に至っている。連邦破産法（れんぽうはさんほう）、または単に倒産法、破産法とも呼ばれる。

## 連邦倒産法の構成
連邦倒産法は、次のとおり九つの章 (Chapters) からなる。
- 第1章　総則 (General Provisions)
- 第3章　案件管理 (Case Administration)
- 第5章　債権者、債務者、及び財団 (Creditors, Debtors, and the Estate)
- 第7章　清算 (Liquidation)
- 第9章　地方公共団体の債務整理 (Debt Adjustment of a Municipality)
- 第11章　更生 (Reorganization)
- 第12章　定期的収入のある農家もしくは漁師の債務整理 (Adjustment of Debts of a Family Farmer or Family Fisherman With Regular Income)
- 第13章　定期的収入のある個人の債務整理（Adjustment of Debts of an Individual With Regular Income）
- 第15章　国際倒産 (Ancillary and Other Cross-Border Cases)

1978年の倒産法大改正により、第1・3・5・7・9・11・13・15章が立法化された。章立てが中抜きになっているのは、その後の改正による挿入を予定したものである。1986年には第12章が加えられた。
第1章から第5章までは、全ての連邦倒産手続に適用される通則である。以下、連邦倒産法の通則的規定の主なものについて解説する。

## 倒産裁判所と連邦管財官
連邦倒産法に基づく手続は、倒産裁判所 (United States bankruptcy court) の監督のもとで行われる。倒産裁判所は連邦裁判所の一つである。倒産裁判所は倒産手続に直接関係のある事件のほとんどについて司法判断を下すことができる。
倒産裁判所とは別に、破産事件に関する管理行政を行う司法省の機関として連邦管財官（U.S. Trustee）がある。連邦管財官は司法長官によって任命され、管財人候補者のリストアップ、管財人の監督、債権者集会の招集、債権者委員会の委員の任命等を行う。連邦管財官の制度は1978年の改正の際に導入されたものであり、それまでは、倒産裁判所が司法的任務と行政的任務の双方を担っていた。

## 倒産手続の開始とその効果

### 申立
倒産手続は申立 (petition) により開始される。これには、債務者が自ら申立をする場合（voluntary case）（301条）と、債権者が申立をする場合（involuntary case）（303条）がある。後者の場合、総債権者数が12人未満であれば各債権者が単独で申立をすることができるが、総債権者数が12人以上であれば3人以上の債権者の共同申立が必要である。いずれの場合にも、申立債権者の合計債権額が$13,475以上である必要がある。
日本と異なり、破産原因（支払不能や債務超過）があること（破産法）や、破産原因の生ずる虞れがあること（会社更生法・民事再生法）は、倒産申立の要件ではない。但し、債権者による申立に対して債務者が異議を唱えた場合には、債務者が期限の到来した債務を支払っていない場合等一定の要件を満たす場合にのみ、裁判所が倒産手続開始命令（order for relief）を下す（303条(h)項）。適時の異議がない場合には、裁判所は自動的に倒産手続開始命令を下す。債務者による申立の場合には自動的に倒産手続開始命令があったとみなされる（301条(b)項）。

### 管財人の選任
第7章に基づく手続においては必ず管財人（trustee）が選任される。管財人は倒産財団の代表者である（323条）。第11章の場合には、通常は債務者（旧経営陣）が管財人の立場で引続き事業を継続することができ、これを占有債務者（debtor in possession、"DIP"） という。ただし、占有債務者に詐欺的行為や重大な経営過誤があった等の正当な理由があるときには、利害関係者または連邦管財官の申立により倒産裁判所が管財人の選任を命令することがある（1104条）。以下の解説において、「管財人」というときには占有債務者を含む。

### 債権回収手続等の自動的停止
申立に基づき倒産手続が開始されると、債務者に対する訴訟等の法的な手続や債務者からの債権取立行為のほとんどは禁止される（362条）。手続開始の申立があれば、別途裁判所の命令等を得ずにこのような効力が発生し、自動的停止 (automatic stay) と呼ばれる。自動的停止の効力は、取立訴訟のみならず、たとえば、勝訴判決の執行、担保権の設定や対抗力の具備及び実行、相殺等にも及ぶ。裁判所は、正当な理由がある場合には、債権者等の利害関係者の要請に基づき、個別に自動停止を解除（relief from stay）することがある。正当な理由とは、自動停止を継続することにより債権者が本来期待できるような回収ができなくなるような場合を含む。

## 財団財産の充実
倒産手続の開始とともに債務者の財産的権利により構成される倒産財団 (estate) が組成される（541条）倒産財団は原則として債務者の財産的権利の全てからなる。財団の財産は、再建や返済の原資となるものであり、その確保・充実をはかるための制度が設けられているが、もっとも重要なのは管財人の否認権 (avoiding power) である。

### 偏頗行為の否認
管財人は、次のような条件を全て満たす財産移転行為 (transfer)を、偏跛行為 (preference) として否認することができる（547条）。
1. 既存の債務 (antecedent debt) に関するものであること。
2. 申立前90日（債権者が債務者の親戚であったり、債務者会社の取締約役・役員である等インサイダーである場合は1年）以内になされたこと。
3. 債務者が債務超過 (insolvent) である間になされたこと（申立前90日の間は債務者は債務超過であったと推定される）。
4. 債権者に対してまたは債権者の利益のためになされたこと。
5. その結果として、その債権者が、第7章に基づく清算がなされたと仮定して、そのような財産移転がなかった場合に受け取れたであろう金額以上のものを回収できたこと。

財産移転行為の典型的なものは債務の弁済であるが、その他の財産権の移転や担保権の設定や対抗要件の具備も財産移転行為とされる。財産移転行為が否認された場合は、債権者は移転された財産を財団に返還するか、同額の金銭的賠償をしなければならない。
偏頗行為の否認については、通常の商行為 (ordinary course of business) による回収の場合など、いくつかの例外がある。

### 詐欺的財産移転行為の否認
偏頗行為にあたらない財産移転行為であっても、債権者の権利を害することを実際に意図して行った財産移転や、債務超過等一定の状況のもとで不当に低い対価と交換に行った財産移転行為は詐欺的譲渡 (fraudulent transfer) として否認される（548条）。

### 判決先取特権者と同様な権利の行使
管財人は、申立日現在、債務者の全財産に対する判決先取特権（judicial lien）その他所定の権利を持つ債権者（現存する必要はない）と同様な権利を行使でき、そのような債権者が否認できるような財産移転行為を否認することができる（544条）。

### 相殺権の制限
原則として、倒産手続開始前に存在した債権債務を相殺する権利は倒産手続によって影響を受けない。ただし、次のような相殺は禁じられる（553条）。
- 申立以降に第三者から譲り受けた債務者に対する債権を自働債権とする相殺
- 申立前90日間で、かつ債務者が債務超過である間（偏頗行為の場合と同様申立前90日の間は債務者は債務超過であったと推定される。以下同じ。）に第三者から譲り受けた債務者に対する債権を自働債権とする相殺
- 申立前90日間で、かつ債務者が債務超過である間に相殺権を得る目的で債務者に対して負担した債務を受動債権とする相殺

なお、相殺も自動停止の対象となるので、実際に相殺を行うにあたっては、自動停止の解除を得る必要がある。

### 除外財産
原則として、債務者の全ての財産的権利が倒産財団を構成するが、個人債務者の一定の財産はここから除外される（522条）。その結果そのような除外財産（exemptions, exempt property）は、倒産手続に基づく処分や分配の対象とならず、債務者が保持することができる。
除外財産は、原則として債務者が居住する州法が定める差押え免除財産である。一般的には居住用不動産（homestead exemption）、自動車、家具、職業上必要な書籍や道具等が含まれ、それぞれに上限額が定められることが多い。しかし、フロリダ州やテキサス州では居住用不動産に上限額が定められておらず、このような州に転居して高額な居住用不動産を購入した上で倒産手続を申し立てる（特に第7章手続による免責を図る）債務者もおり、特に債権者に立つことの多い金融機関等からの批判があった。
これを受けて、2005年の倒産制度濫用防止と消費者保護に関する法律により除外財産を制限するいくつかの規定が追加された。まず、州法に基づく除外財産の適用を受けるためには、申立前2年間その州に住んでいる必要がある（旧法のもとの期間の延長）。また、債務者が、害意をもって、申立前10年の間に除外財産でない財産を処分して居住用不動産の価値を増加させた場合にはその増加分は除外されない。害意の有無にかかわらず、申立前1215日間の間に増加した居住用不動産の価値で12万5000ドルを超える部分についても除外されない。その他債務者が犯罪行為を行った場合の除外財産の例外規定がある。

## 個々の倒産手続
第7章は、日本の破産法にあたるもので、清算型倒産処理手続を定める。第7章は企業・個人の双方に適用があり、債務者は全財産（個人の場合は除外財産を除く）を投げ出して債務の一部を弁済し、企業の場合は手続完了後に解散、個人の場合には残債に関して免責を得る。本章の規定または本章に基づく手続は、チャプターセブン（Chapter 7）と略称されることが多い。
第9章は、地方公共団体が債務者である場合の再建型倒産処理手続を定めるものである。
第11章は、日本の会社更生法や民事再生法に類似したもので、再建型倒産処理手続を定める。多くの場合企業が利用するが、個人による第11章手続も不可能ではない。第11章においては、債務者は事業を継続しながら、再建計画 (reorganization plan ) に基づき債権者に債務を弁済する。本章の規定または本章に基づく手続は、「チャプター・イレブン」（Chapter 11）と略称されることが多い。
第12章は、定期的収入のある農家もしくは漁師を債務者とする再建型倒産処理手続を定めるものである。
第13章は、定期的収入のある個人を債務者とする再建型倒産処理手続を定めるものである。
第15章は、アメリカ国籍以外の法人が本国で法的整理を申請した際に、アメリカ国内の当該法人の債権者に対し国外でも手続が公正であることを保証し、負債処理を円滑化させるものである。

## 国際倒産手続
現在の第15章は、2005年の改正法により加えられたものであり、国連国際商取引法委員会 (UNCITRAL) が起草した国際倒産に関するモデル法 (Model Law on Cross-Border Insolvency) を米国内法化したものである。

## 2005年改正
2005年に倒産制度濫用防止と消費者保護に関する法律 (The Bankruptcy Abuse Prevention and Consumer Protection Act) が議会を通過した。これは1978年の連邦倒産法大改正以来の最も重要な改正といわれている。この改正は、主に債権者（金融機関やカード会社）側のロビー活動を受けて成立したものである。この結果、個人破産については、第7章手続を通じて債務者が免責を得ることが以前より困難になり、上述のとおり除外財産にも一定の枠がはめられた。その他の面でも、債務者側に有利な改正が施されている。